# Stilifer stimpsoni
Stilifer stimpsoni är en snäckart som beskrevs av Addison Emery Verrill 1872. Stilifer stimpsoni ingår i släktet Stilifer och familjen Stiliferidae. Inga underarter finns listade i Catalogue of Life.